# Amphelictus curoei
Amphelictus curoei är en skalbaggsart som beskrevs av Eya och Chemsak 2003. Amphelictus curoei ingår i släktet Amphelictus och familjen långhorningar.
Artens utbredningsområde är:
- Costa Rica.
- Panama.

Inga underarter finns listade i Catalogue of Life.